# Spalangia drosophilae
Spalangia drosophilae är en stekelart som beskrevs av William Harris Ashmead 1887. Spalangia drosophilae ingår i släktet Spalangia och familjen puppglanssteklar.
Artens utbredningsområde är:
- Bermuda.
- Lettland.
- Jamaica.
- Marocko.
- Puerto Rico.

Inga underarter finns listade i Catalogue of Life.